# Endaphis abdominalis
Endaphis abdominalis är en tvåvingeart som beskrevs av Ephraim Porter Felt 1911. Endaphis abdominalis ingår i släktet Endaphis och familjen gallmyggor.
Artens utbredningsområde är Peru. Inga underarter finns listade i Catalogue of Life.